# 饥荒列表

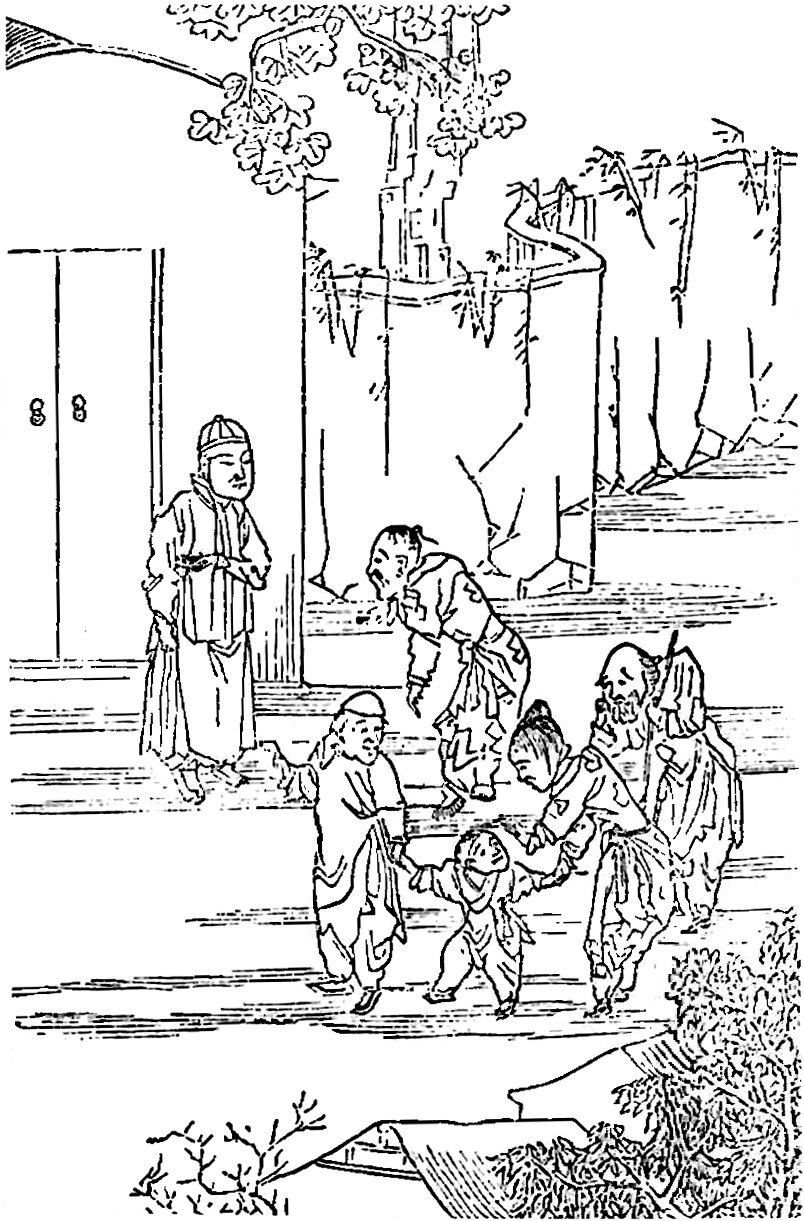
1878年畫，《中國饑荒》 (The Famine in China)。饑荒受難者被强迫把兒女給賣掉。

中国大陆人口数量变化图。可以看到在大跃进“三年大饥荒”期间出生率的大幅降低和死亡率的显著提高。

饑荒列表是一份關於世界各地已知的主要饑荒的列表，各場饑荒依照期發生日期排列。

## 前5世紀
- 前440年，饑荒發生在古羅馬。

## 前2世紀
- 在公元前108年到1911年在中國的主要饑荒至少有1828件，或可說是幾乎每年就會發生在一個或者更多的省裡。然而各個饑荒的嚴重程度有很大的不同。 [1][2]

## 1世紀
- 東漢末年由於羣雄割據導致戰亂不斷，再加上各種災難不斷席捲中國，最終在漢獻帝興平元年（公元194年）爆發了大饑荒，其中導致了吃人事件。根據《三國志》記載：“人相食啖盡”，即人吃人的嚴重程度將一座城池內變成了空城。

## 5世紀
- 由於羅馬陷落與亞拉里克一世的掠奪導致在西歐發生饑荒。在公元400到800年間，羅馬城的人口減少了90%，這主要是因為饑荒與查士丁尼大瘟疫的關係。[3]

## 7世紀
- 公元639年– 在哈里發歐麥爾·本·赫塔卜時期於阿拉伯發生饑荒
- 650 饑荒遍布整個印度

## 8世紀
- 750年左右 西班牙發生饑荒[4]

## 9世紀
- 公元800–1000年，嚴重的乾旱導致數以百萬的馬雅人餓死或渴死，並摧毀了他們的文明。[5]
- 公元809年  法蘭克帝國發生饑荒[6]
- 公元875–884年 由於饑荒導致了中國的農民起義、暴動（黃巢之亂)。

## 10世紀
- 927 拜占庭帝國發生饑荒
- 963–964 愛爾蘭發生饑荒
- 968 埃及發生饑荒，五十萬人死亡

## 11世紀
- 1005 英格蘭發生饑荒[7] 在中世紀不列顛發生了95起饑荒。[8][9]
- 1016 饑荒侵襲了整個歐洲[10]
- 1022、1033、1052年 印度發生重大饑荒，好幾個省份赤地千里，無人居住。
- 1025 埃及發生饑荒
- 1030–1032 法國發生饑荒
- 1064–1072 埃及發生長達七年的饑荒
- 1051 饑荒侵襲了托尔特克文明，迫使人們離開受災區域（今墨西哥中部[11]
- 1066 英國發生饑荒
- 1097 巴勒斯坦發生饑荒，五十萬多人死亡
- 1097 法國爆發饑荒與瘟疫，十萬多人死亡

## 12世紀
- 1199–1202 在埃及發生饑荒

## 13世紀
- 1230 在诺夫哥罗德共和国發生饑荒
- 1231–1232 在日本發生饑荒
- 1235 英國發生饑荒，光是倫敦就死了兩萬人
- 1255 葡萄牙發生饑荒[12]
- 1258 德國與義大利發生饑荒
- 1275–1299 由於廣範圍的饑荒，導致了阿納薩齊文化的毀滅[13]
- 1294 英國發生饑荒

## 14世紀
- 在1315-1317年時歐洲發生大饑荒[14]
- 1333 葡萄牙發生饑荒
- 1333–1334 西班牙發生饑荒
- 1333–1337 中國發生饑荒[15]
- 1344–1345 印度發生重大饑荒
- 1387 在帖木兒離開安那托利亞(小亞細亞)後，接踵而來地發生了嚴重饑荒
- 1390 英國發生饑荒
- 1396–1407 印度發生「難近母(Durga Devi)」饑荒，持續了12年[16]

## 15世紀
- 1403–1404 在埃及發生饑荒
- 1441 墨西哥的瑪雅潘發生饑荒[17]
- 1445 韓國發生饑荒
- 1450–1454 阿茲特克帝國發生饑荒
- 1460–1461 日本發生饑荒(長禄・寛正の飢饉)
- 1481–1483 法國發生饑荒

## 16世紀
- 1504 西班牙發生饑荒[18]
- 1518 威尼斯發生饑荒
- 1528 法國的朗格多克發生饑荒[19]
- 1535 衣索比亞發生饑荒
- 1540 西班牙發生饑荒
- 1555 英國發生饑荒
- 1567–1570 衣索比亞的哈勒爾發生饑荒與瘟疫。哈勒爾的酋長也死於此災中。
- 1574–1576 伊斯坦堡與安那托利亞發生饑荒
- 1586 英國發生饑荒。這場饑荒促成了救貧法的成立
- 1590年代 歐洲發生饑荒

## 17世紀
- 1599–1600 西班牙發生饑荒
- 1601–1603 俄羅斯史上最嚴重的饑荒之一發生。這場1601-03年俄羅斯大饑荒在莫斯科殺死了十萬人之多，並使得沙皇鮑里斯·戈東諾夫三分之一的臣民死去[20][21]。這場饑荒也殺死了一半的愛沙尼亞人。
- 1611 安那托利亞發生饑荒
- 1618–1648 歐洲由於三十年戰爭而發生饑荒
- 1619 日本(江戶時代)發生饑荒。在江戶時代總共有154次饑荒，其中21次範圍甚廣且嚴重。[22]
- 1623–1624 英國發生饑荒
- 1628–1641 中國發生饑荒，自西北一路蔓延到陝西、山西、河南、山東，使得立國276年的明朝，最終在1644年滅亡。
- 1630–1631 印度發生饑荒(en:Deccan Famine of 1630-32)，兩百萬人死去。
- 1636 西班牙發生饑荒
- 1648–1660 在大洪水时代的波蘭據統計因為戰爭、饑荒與鼠疫而失去了三分之一的人口
- 1649 英國北部發生饑荒
- 1650–1652 法國東部發生饑荒
- 1651–1653 在克倫威爾征服愛爾蘭的時期，饑荒肆虐整個愛爾蘭。(en:Cromwellian conquest of Ireland#Guerrilla warfare, famine and plague)[23]
- 1661 印度由於兩年無雨而發生饑荒[24]
- 1661–1662 摩洛哥發生饑荒
- 1661–1662 法國發生饑荒
- 1669 孟加拉發生饑荒
- 1670年代與1680年代 西班牙發生瘟疫與饑荒
- 1680 薩丁尼亞發生饑荒[25]
- 1680 日本發生饑荒
- 1680s 薩赫勒發生饑荒
- 1690s 饑荒肆虐整個蘇格蘭，殺害了15%的人口
- 1693–1694 法國發生有兩百萬人死亡的饑荒[26][27]
- 1695–1697愛沙尼亞大饑荒（英语：Great Famine of Estonia (1695–97)）造成五分之一的愛沙尼亞人口 (70 000–75 000人)死亡。這場饑荒也襲擊了瑞典(80 000–100 000人死亡)。
- 1696–1697 芬蘭發生饑荒，幾乎三分之一的人口死亡[28]

## 18世紀
- 1702–1704 印度德干高原發生饑荒，造成兩百萬人死亡
- 1706–1707 法國發生饑荒
- 1708–1711 東普魯士發生了饑荒，造成二十五萬人死亡，這相當於該地41%的人口[29]
- 1709–1710 法國發生饑荒[30]
- 1722 阿拉伯發生饑荒[31]
- 1727–1728 英格蘭發生饑荒[32]
- 1732 日本發生饑荒
- 1738–1739 法國發生饑荒
- 1738–1756 西非發生饑荒，廷巴克圖[33]一半的人口死於飢餓[34]
- 1740–1741  愛爾蘭饑荒 (1740–1741)（英语：Irish Famine (1740–41)）
- 1741 挪威發生饑荒
- 1750 西班牙發生饑荒
- 1750–1756 塞內甘比亞[35]發生饑荒[36]
- 1764 那不勒斯發生饑荒[37]
- 1769–1773 1770年孟加拉饑荒[38]造成一千五百萬人死亡(人口的三分之一)
- 1770–1771 捷克發生饑荒，數十萬人因而死亡
- 1771–1772 薩克森與德國南部發生饑荒
- 1773 瑞典發生饑荒
- 1779 摩洛哥的拉巴特發生饑荒[39]
- 1780年代 蘇格蘭發生饑荒
- 1780年代 日本發生「天明大饥荒」
- 1783 冰島因為拉基火山爆發而發生饑荒，造成五分之一的冰島人口死亡[40]
- 1783–84 南亞發生四零年饑荒（英语：Chalisa famine）[41]
- 1784 全埃及遭到大範圍的饑荒肆虐[42]
- 1784–1785 突尼西亞發生饑荒，造成五分之一的突尼西亞人死亡
- 1788 法國發生饑荒。這在法國大革命發生前兩年的歉收和嚴冬可能是因為強烈的聖嬰現象[43] 或是1783年冰島拉基火山的爆發所造成的。[44][45]
- 1789 衣索比亞發生了影響所有省份的大饑荒(en:Famines in Ethiopia)
- 1789–92 印度發生了顱骨饑荒(又名Doji bara famine)[46]

## 19世紀
- 1800–1801 愛爾蘭發生饑荒
- 四場饑荒– 在1810、1811、1846以及1849 – 在中國，據說有接近四千五百萬人死亡[47]
- 1811–1812 饑荒摧殘了馬德里，近兩萬人死亡
- 1815 印度尼西亞的坦博拉火山爆發，導致數萬人死於接連而來的饑荒之中
- 1816–1817 欧洲和中国云南發生饑荒 (無夏之年)
- 1830 維德角發生饑荒而失去了幾乎一半的人口
- 1830年代 日本天保大饑荒 (天保の大飢饉)
- 1835 埃及發生饑荒而死了二十萬人[來源請求]
- 1844–1846 比利時發生饑荒
- 1845–1857 in 蘇格蘭的高地馬鈴薯饑荒（英语：Highland Potato Famine）造成了兩百萬蘇格蘭人遷徙至外地
- 1845–1849 愛爾蘭大饑荒造成了超過一百萬人死亡[48]
- 1846 饑荒造成了葡萄牙北部發生了名為「Maria da Fonte」的農民起義暴動
- 1850–1873 太平天國之後，旱災與饑荒造成了清朝的人口減少了六千萬人[49]
- 1866 印度發生奥里萨邦饥荒，一百萬人死亡
- 1866–1868年芬蘭饑荒(en:Finnish famine of 1866–1868)，大約全人口的15%死亡
- 1869 印度發生1869年拉傑普塔納饑荒（英语：Rajputana famine of 1869），造成一百五十萬人死亡
- 1870–1871 發生在波斯的饑荒據信造成了兩百萬人死亡[50]
- 1873–1874 安那托利亞發生饑荒
- 1879年愛爾蘭饑荒(en:Irish Famine (1879)
- 在印度發生的1873-74年比哈爾邦饑荒的總死亡數是迴避的（en:Bihar famine of 1873–74）
- 1876–1879 在印度、中國、巴西與北美（以及其他國家）發生因聖嬰-南方振盪現象(ENSO)導致的饑荒。這場饑荒在中國北部造成一千三百萬人死亡，史称丁戊奇荒。而在印度，則造成了1876-78年大饑荒造成五百二十五萬人死亡(en:Great Famine of 1876–78)
- 1878-1880 在阿拉斯加的聖羅倫斯島發生饑荒[51]
- 1888 蘇丹發生饑荒
- 1888–1892 衣索比亞發生大饑荒(參見Famines in Ethiopia)。大約三分之一的人死亡。[52][53] 其災情由於霍亂的爆發(1889-92)、斑疹傷寒與天花的流行而更為嚴重(1889–90)。
- 1891–1892 在俄羅斯發生的饑荒導致三十七萬五千到五十萬人死亡[54][55]
- 1896–1897 在中國北部發生的ENSO饑荒是造成義和團運動(庚子拳亂)的原因之一
- 1896–1902 在印度發生ENSO饑荒

## 20世紀
- 1906、1911 俄羅斯發生饑荒
- 1914–1918 在第一次世界大戰期間的黎巴嫩山饑荒造成大約三分之一的人口死亡
- 1914–1918 比利時發生饑荒
- 1915–1916 亞美尼亞種族大屠殺。被驅逐出境的亞美尼亞人們遭到餓死的命運。
- 1916–1917 芜菁之冬，在第一次世界大戰時由於英國對德國的封鎖造成饑荒
- 1916–1917 俄羅斯發生冬季的饑荒
- 1917–1919 波斯發生饑荒。相當於伊朗北部人口的四分之一的人死亡。[56]
- 1917–1921 在布爾什維克革命時於突厥斯坦發生嚴重饑荒，造成六分之一的人口死亡[57]
- 1920–1921 中國华北發生饑荒，至少一百萬人死亡
- 1921–22年俄罗斯饥荒殺死了五百萬人[58]
- 1921-22年鞑靼斯坦饥荒
- 1921–1922 饑荒發生在於俄羅斯殖民的伏爾加德意志人身上。其三分之一的人口死亡。[59]
- 1928–1930 中國陕西發生饑荒，至少三百萬人死亡
- 1928–1929 在盧安達-烏隆地發生饑荒，導致大量人口遷移至剛果
- 1932–1933 饑荒[60]發生在烏克蘭（烏克蘭大饑荒）以及俄羅斯的一些地區[61]與北高加索地區。[62]可能有兩百六十萬到一千萬人死亡。[63]
- 1932–1933 在哈薩克發生的饑荒奪走了一百二十萬到一百五十萬條人命[64]
- 1936–1937 在中國四川、甘肃發生的饑荒據統計奪走了五百萬條人命[65]
- 1940–1943 華沙猶太區發生饑荒
- 1941–1944 由於德國軍隊長達900天的封鎖導致了列寧格勒饑荒。當時該城的補給路線被切斷，氣溫也降到零下40℃，結果大約有一百萬名列寧格勒居民在1941-42年的冬天餓死、凍死或被炸死。[66]
- 1941–1944 由於軸心國的占領[67]，希臘發生了饑荒。[68][69]
- 1941–1943 第二次中日戰爭時，在國民政府人為決堤以及後續持續自然災害與日本侵略的影響下中國河南發生饑荒，至少三百萬人死亡
- 1943年孟加拉饑荒
- 1943 由於往剛果的遷徙，造成在盧安達-烏隆地發生了饑荒
- 1944年尼德蘭饑荒（英语：Dutch famine of 1944）發生在第二次世界大戰期間，有超過兩萬人死亡
- 1945年越南饑荒
- 1946 印度發生饑荒
- 1947年蘇聯饑荒造成一百萬到一百五十萬人死亡[70][71]
- 1948 中國大陸在第二次國共內戰的長春圍困戰中，國民党軍隊收繳城內糧食並驅趕難民出城，而中国人民解放军禁止难民出城，導致長春城內發生饑荒，導致10萬名以上平民死亡。
- 1958 衣索比亞的提格里州發生饑荒，宣稱有十萬人死亡。
- 1959–1961 中华人民共和国因大跃进、人民公社以及制度性问题等 ，导致三年大饥荒。被认为有1500万-5500万人死亡，被广泛视为人类历史上规模最大的饥荒，也被认为是人类历史上最严重的人为灾难之一。[來源請求]
- 1965–1967 在印度的旱災造成了一百五十萬人死亡[72]
- 1967–1970 由於尼日的封鎖導致了比亞法拉饑荒
- 1968–1972 薩赫勒乾旱（英语：Sahel drought）造成的饑荒令一百萬人死亡[73]
- 1973 衣索比亞發生饑荒。政府處置危機的失敗造成了海爾·塞拉西一世的退位與德格[74]軍政府的統治。
- 1974 1974年孟加拉國饑荒
- 1975–1979 紅色高棉。據統計有兩百萬柬埔寨人死於謀殺、非自願勞動與饑荒。
- 1975 台风尼娜为河南等地带来暴雨，最终引致河南“75·8”水库溃坝，因包含水灾内涝所导致的瘟疫和饥荒死亡人数24万人。
- 1980 烏干達的卡拉莫賈地區發生饑荒
- 1984-1985年衣索比亞饑荒
- 1991–1993 索馬利亞發生饑荒
- 1994–1999 北韓饑荒  （页面存档备份，存于） 。學者統計有六十萬人死於飢餓（其他統計數字範圍從二十萬到三百五十萬都有）。[75]
- 1998年蘇丹飢荒（英语：1998 Sudan famine）因戰爭與旱災而發生。
- 1998 在巴西東北部發生ENSO饑荒
- 1998–2000 在衣索比亞發生饑荒。災情由於厄利垂亞-衣索比亞戰爭而更加惡化。
- 1998–2004 第二次剛果戰爭。三百八十萬人死亡，大多是因為飢餓與疾病
- 2000–2009 由於羅伯特·穆加貝的土地改革政策導致了辛巴威的糧食危機（英语：Land reform in Zimbabwe#Economic Consequencesm）。[76]

## 21世紀
- 2003– 蘇丹的達爾富爾[77]發生饑荒
- 2005- 馬拉威糧食危機
- 2005–2006  尼日尔糧食危機（英语：2005–06 Niger food crisis）
- 2006  非洲之角糧食危機（英语：2006 Horn of Africa food crisis）
- 2008– 緬甸糧食危機：氣旋風暴納吉斯摧毀了緬甸主要的稻米產地[78]
- 2008– 北韓饑荒[79][80]
- 2008– 非洲之角糧食危機[81][82]
- 2008– 阿富汗糧食危機[83]
- 2008– 孟加拉糧食危機[84]
- 2008– 東非糧食危機[85]
- 2008– 塔吉克糧食危機[86]
- 2009– 肯亞糧食危機[87]，一千萬肯亞人面臨餓死的危機。[88]
- 2011– 非洲之角饑荒[89]

## 延伸阅读
- Alfani, Guido; Ó Gráda, Cormac. . Cambridge University Press. 2017  [2022-04-10]. ISBN 978-1-316-84123-5. （原始内容存档于2022-07-15）. （页面存档备份，存于）
- Alfani, Guido; Mocarelli, Luca; Strangio, Donatella. . Dondena Centre, Bocconi University. January 2016.
- Dyson, Tim. . Population Studies. 1991, 45 (1): 5–25. JSTOR 2174991. PMID 11622922. doi:10.1080/0032472031000145056.
- Ó Gráda, Cormac. . Princeton University Press. 2009  [2022-04-10]. ISBN 978-0-691-12237-3. （原始内容存档于2022-07-15）. （页面存档备份，存于）